# Trox talpa
Trox talpa är en skalbaggsart som beskrevs av Fahraeus 1857. Trox talpa ingår i släktet Trox och familjen knotbaggar. Inga underarter finns listade i Catalogue of Life.